# Artère épigastrique inférieure
Pour les articles homonymes, voir Artère épigastrique.
L'artère épigastrique inférieure  (anciennement artère épigastrique) est une artère systémique paire de l'abdomen. Elle vascularise les muscles abdominaux et les structures scrotales chez l'homme. 

## Origine
L'artère épigastrique inférieure nait de l'artère iliaque externe juste avant que cette dernière passe sous le ligament inguinal et devienne l'artère fémorale. 

## Trajet
L'artère épigastrique inférieure forme une crosse à concavité latérale en arrière du ligament inguinal et de l'anneau inguinal profond et au-dessous du canal déférent chez l'homme et du ligament rond de l'utérus chez la femme. 
Elle monte ensuite dans la paroi abdominale antérieure jusqu'à l'ombilic, depuis le milieu du ligament inguinal en avant du fascia transversalis. Elle pénètre la gaine du muscle grand droit  sous sa ligne arquée. Elle poursuit ensuite son trajet ascendant au sein de cette gaine, en arrière de ce muscle et lui fournissant des branches de vascularisation. 

## Branches collatérales
A proximité du ligament inguinal, l'artère épigastrique inférieure donne un rameau pubien qui se dirige médialement vers la symphyse pubienne Il vascularise le pubis et le muscle piriforme.
Chez l'homme, au niveau de l'anneau inguinal profond, nait l'artère crémastérique qui accompagne le cordon spermatique pour vasculariser le muscle crémaster et la tunique séreuse du testicule.
Chez la femme, au niveau de l'anneau inguinal profond, nait l'artère du ligament rond de l'utérus qui accompagne ce dernier pour vasculariser la corne utérine, les grandes lèvres et le mont du pubis.
Chez certains individus, une artère obturatrice accessoire peut naître de l'artère épigastrique inférieure.

## Anastomoses
Lors de son trajet elle s'anastomosera avec les branches ventrales des artères lombales, avec l'artère obturatrice via le rameau pubien et avec les artères intercostales. Elle donnera aussi une branche pour le cercle artériel péri-ombilical. 
Au niveau du thorax, elle va s'anastomoser avec l'artère épigastrique supérieure issue de l'artère thoracique interne homolatérale. Cette anastomose forme la voie de Winslow qui permet la communication entre les artères subclavières et les artères iliaques externes, cette voie est un élément de détour qui peut compenser une obstruction du carrefour aortique. 